# 유명숙
유명숙(1955년 11월 24일 ~ )은 대한민국의 성우이다. 1977년 DBS에 입사했으며, 언론통폐합으로 현재는 KBS 15기로 분류된다. 한국방송 성우극회 소속.

## 주요 출연작품

### 애니메이션
- 검정고무신 (KBS) - 기영 엄마
- 개구쟁이 데니스 (KBS)
- 공룡킹 어드벤처 (재능TV) - 맥스 엄마
- 보물섬 (KBS) - 엄마
- 은비까비의 옛날옛적에 (KBS)
- 정글북 (KBS) - 아쿨 / 키티

### 영화
- 행복했던 여자 (KBS)
- 007 유어 아이스 온리 (KBS)
- 10 (KBS) - 메리 (디 윌리스)
- 21그램 (KBS) - 메리 (샤를로뜨 갱스부르)
- 가위손 (KBS) - 마지(캐롤라인 아론)
- 골치 아픈 여자 (KBS)
- 굿바이 뉴욕 굿모닝 내 사랑(SBS) - 바버라(퍼트리샤 웨티그)
- 귀향(KBS) - 파올라 이모(커스 램프리브)
- 그들만의 리그 (KBS) - 셜리 베이커(앤 큐잭/바바라 피라빈)
- 길 (SBS) - 위도우(마르셀라 로베나) / 수녀(리비아 벤투리니)
- 나의 장미빛 인생 (KBS) - 상담의사 (마리 부넬)
- 내 이름은 던스턴 (KBS) - 델라크로체(제니퍼 배시)
- 늑대의 후예들 (KBS) - 장 프랑/마리안느의 어머니(에디뜨 스콥)
- 다크 블루 (KBS)
- 더티 해리 (KBS) - 치코 부인
- 데이트 소동 (KBS)
- 라간 (KBS) - 아쇼다 / 디디
- 러브 레터 (SBS) - 남자 이츠키의 엄마(카가 마리코)
- 마지막 카운트다운 (KBS)
- 마크 오브 엔젤 (KBS) - 클레르 비뉴 (산드린 본네르)
- 머나먼 여정 (KBS)
- 몰랫츠 (KBS)
- 미션 임파서블 (SBS) - 사라 (크리스틴 스콧 토마스)
- 부모님이 휴가가던 해 (KBS)
- 사랑도 리콜이 되나요 (KBS) - 로라의 엄마(로라 와이트)
- 소피아 로렌의 아름다운 인생 (SBS)
- 슈퍼맨 3 (SBS)
- 시몬 (KBS) - 일레인 (캐서린 키너)
- 아웃랜드 (KBS) - 캐롤 (키카 마캄)
- 에린 브로코비치 (KBS) - 테레사(빈 콕스) / 옆집 아줌마 / 사무실 직원
- 여름연가 (KBS) - 마세나
- 워락 (KBS)
- 의적 실버브레이드 (SBS) - 여왕(람야 데르발)
- 이완 맥그리거의 인질 (KBS) - 릴리 (K.K. 도즈)
- 조지 클루니의 표적 (KBS) - 아델 (캐서린 키너)
- 죽은 시인의 사회 (KBS) - 연극 교사(파멜라 버렐) / 쳇의 어머니(제인 무어)
- 죽음의 씨앗 (KBS)
- 진실의 두 얼굴 (SBS) - 테레사(멜린다 딜

론)
- 천국의 책방 - 연화 (KBS) - 야마 유키(키가와 쿄코)
- 카라멜 (KBS) - 크리스틴 (파디아 스텔라)
- 키핑 더 페이스 (KBS) - 앨런(수지 에스먼)
- 킥 복서(SBS) - 마일리(로첼 아샤나)
- 킬러가 보낸 편지 (KBS)
- 타인의 취향 (KBS) - 앙젤리크 (크리스티안 밀레)
- 파 프롬 헤븐 (KBS)
- 펀치 드렁크 러브 (KBS) - 론다 누나(하젤 메일러)
- 폭풍의 월요일 (KBS)
- 폴 뉴먼의 평결 (KBS)
- 헬레이저 5 (KBS)
- 화이트 마사이 (KBS)
- 제3세대 우뢰매 6 - 사라 공주 (진희성)

### 외화
- V (KBS) - 처녀 엘리자베스(제니퍼 쿡)
- 닥터 후 (KBS) - 발케인(린지 코울슨)
- 콜드 케이스 (KBS) - 에블린(엘리자베스 프란츠) / 리타(론 트루프)

### 방송
- KBS 무대 10년(나무꾼의 아내) (KBS 제2라디오)
- KBS 라디오 극장 10년(원미동 사람들) (KBS 라디오) - 은혜네